# Fëdor Vasil'evič Gladkov
Fëdor Vasil'evič Gladkov (Černjavka, 9 giugno 1883 – Mosca, 20 dicembre 1958) è stato uno scrittore sovietico.

## Biografia
Maestro elementare e rivoluzionario bolscevico, esordì col libro L'esule (1912), ma divenne specialmente noto con il romanzo Cemento (1925), che si rivelò uno dei più importanti successi della nuova generazione letteraria, soprattutto per le tematiche affrontate e descritte.
Gladkov abilmente esaminò in una sola opera l'insieme delle questioni sociali, politiche, familiari, morali originate dalla rivoluzione d'ottobre, sostenendo la tesi di una rifondazione della società sulle rovine di quella precedente.
Queste tematiche erano state già parzialmente trattate nei racconti inclusi nel libro L'abisso.
Lo scrittore, pur definibile come proletario, si ispirò, in questa fase letteraria, a Dostoevskij fra i suoi connazionali ed a Knut Hamsun tra gli stranieri.
Negli anni successivi Gladkov scrisse vari altri racconti, alcuni di gusto satirico, nei quali vengono descritti i tipi del partito comunista, come L'uomo cefalopode, Il diavolo immacolato e L'oca ispirata, oltre a quelli di impronta ideologica-realistica, come Il sole ebbro, toccante il tema dell'amore nella realtà comunista e i conflitti nel mondo del lavoro.
Divenuto esponente di spicco del cosiddetto Proletkult, nel 1938 diede alle stampe Energia, incentrata sul piano quinquennale, e La nuova terra sulla collettivizzazione, che vengono considerate la sua ultime opere degne di nota.
Questi lavori evidenziarono la diligenza  e la solerzia di Gladkov nei confronti del 'realismo socialista'.
Nel 1944, con Il giuramento, Gladkov  affrontò le tematiche belliche relative alla seconda guerra mondiale, esaltando la figura di Stalin.